# Satu Salonen
Pour les articles homonymes, voir Salonen.
Satu Salonen (née le 27 février 1973) est une ancienne fondeuse finlandaise.

## Championnats du monde
- Championnats du monde de ski nordique 1997 à Trondheim 
  -  Médaille de bronze en relais 4 × 5 km.

## Coupe du monde
- Meilleur classement final: 22e en 1999.
- Meilleur résultat: 5e.